# Tisovac (Staro Petrovo Selo)
Tisovac is een plaats in de gemeente Staro Petrovo Selo in de Kroatische provincie Brod-Posavina. De plaats telt 399 inwoners (2001).